# Hezly Rivera
Pour les articles homonymes, voir Rivera.
Hezly Rivera, née le 4 juin 2008, est une gymnaste artistique américaine et médaillée d'or olympique. Elle est membre de l'équipe médaillée d'argent aux Championnats du monde juniors 2023. De plus, elle est médaillée d’argent du monde junior 2023 aux exercices au sol. Elle fait partie de l'équipe américaine aux Jeux olympiques d'été de 2024, faisant d'elle la plus jeune athlète de toute la délégation américaine.

## Jeunesse
Rivera est née à Hackensack, New Jersey en 2008 de Heidy Ruiz et Henry Rivera, un ingénieur originaire de la République dominicaine,. Elle grandit à Oradell, à proximité, et a deux frères et sœurs, sa sœur aînée, Carhelis, et son frère cadet, Hanly. Elle commence la gymnastique en 2013 après avoir assisté à la fête d'anniversaire d'un ami qui a lieu dans un centre de gymnastique.

## Carrière en junior

### 2022
Rivera participe à la Winter Cup 2022 où elle se classe troisième au concours général. En conséquence, elle est sélectionnée pour participer au DTB Pokal Team Challenge. Là-bas, elle aide les États-Unis à remporter l’or.
En juillet, Rivera participe à l'US Classic où elle termine deuxième du concours général derrière Jayla Hang (en). De plus, elle remporte l'or à la poutre, l'argent aux exercices au sol et termine quatrième au saut de cheval. Le mois suivant, Rivera participe aux championnats nationaux où elle termine sixième au concours général et remporte le bronze aux exercices au sol.

### 2023
Rivera participe à la Winter Cup 2023 où elle remporte le concours général. De plus, elle se classe première aux exercices à la poutre et au sol. En conséquence, après avoir remporté la compétition, Rivera est nommée dans l'équipe pour participer aux Championnats du monde juniors 2023,.
Lors de la première journée des Championnats du monde juniors, Rivera aide les États-Unis à terminer deuxième derrière le Japon. Cependant, pendant la rotation du saut, la main de Rivera glisse sur la table de saut, ce qui lui vaut un 0 à l'engin et ne se qualifie donc pas pour la finale du concours général. Elle se qualifie par contre pour les finales des barres asymétriques et des exercices au sol,. Lors des finales par agrès, Rivera se classe huitième aux barres asymétriques, mais remporte l'argent aux exercices au sol derrière l'Italienne Giulia Perotti (en).

## Carrière en senior

### 2024
À 15 ans, Rivera devient éligible pour les compétitions de niveau senior en 2024. Elle fait ses débuts à la Winter Cup 2024 où elle se classe troisième au concours général et à égalité au premier rang à la poutre. Elle fait ses débuts internationaux au Trophée de la Ville de Jesolo où elle aide les États-Unis à remporter le bronze derrière l'Italie et le Brésil. Aux championnats nationaux, Rivera se classe sixième au concours général. En conséquence, elle se qualifie pour les essais olympiques.
Aux essais olympiques, Rivera se classe cinquième au concours général, à égalité au premier rang à la poutre, quatrième aux barres asymétriques et huitième aux exercices au sol. Elle est donc sélectionnée pour représenter les États-Unis aux Jeux olympiques d'été de 2024 aux côtés de Simone Biles, Jade Carey, Jordan Chiles et Sunisa Lee. Elles remportent l'or en finale par équipe.

## Palmarès

### Jeux olympiques
- Paris 2024 :
  -  médaille d'or au concours général par équipe.